# Prager Frieden (1866)

Der Norddeutsche Bund von 1867, wie er durch den Prager Frieden möglich wurde. Die rote Linie bezeichnet seine Außengrenze.

Der Prager Frieden war ein Friedensvertrag vom 23. August 1866. Geschlossen wurde er (im Hotel Zum blauen Stern) zwischen Preußen einerseits und dem Kaisertum Österreich andererseits. Zusammen mit anderen Abkommen Preußens mit süd- und mitteldeutschen Staaten beendete der Vertrag den Deutschen Krieg.
Die bereits im Vorfrieden von Nikolsburg am 26. Juli 1866 getroffenen Vereinbarungen zum Ausschluss Österreichs aus der deutschen Staatenwelt sowie deren Neuordnung durch Preußen und dessen alleinige Rechte an den Herzogtümern Schleswig und Holstein wurden bestätigt. Inzwischen waren die süddeutschen Staaten Württemberg am 13. August, Baden am 17. August und Bayern am 22. August im Rahmen von Friedensverträgen mit Preußen dem Vertrag von Nikolsburg beigetreten.
Der Vorfriede hatte einen Schlussstrich unter den Deutschen Bund gesetzt, der 51 Jahre lang die Klammer zwischen den deutschen Staaten gewesen war. Für sie wurde ein Ersatz gesucht. Dieser sah so aus, dass die süddeutschen Staaten Württemberg, Baden und Bayern mit Preußen nicht nur Frieden schlossen, sondern auch geheime Schutz- und Trutz-Bündnisse eingingen.

## Inhalt

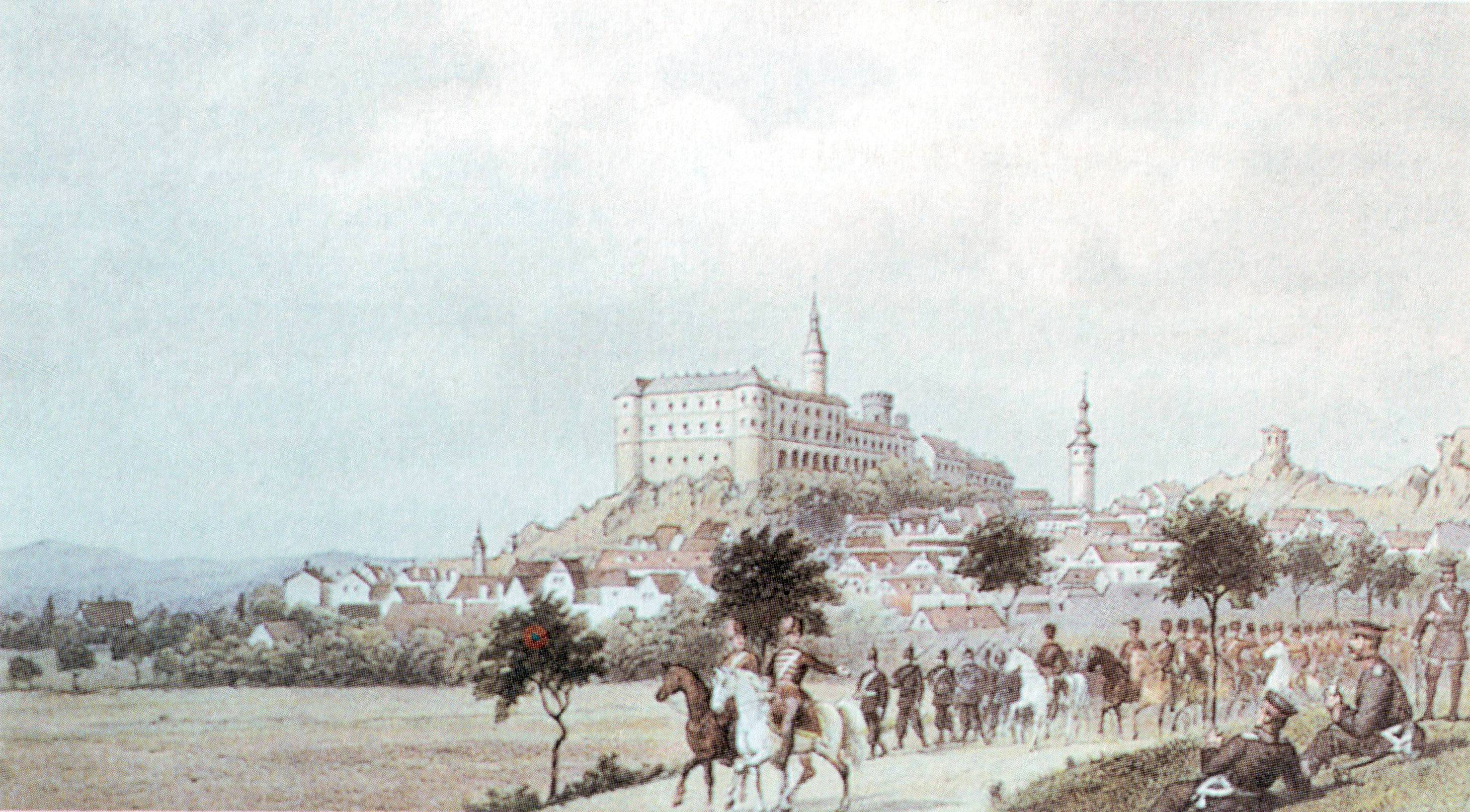
Preußische Truppen vor dem österreichischen Nikolsburg

Die österreichische Regierung erkannte die Auflösung des Deutschen Bundes an und musste der neuen Gestaltung Deutschlands ohne Beteiligung Österreichs zustimmen. Ebenso sagte es zu, das engere Bundes-Verhältnis anzuerkennen, das Preußen „nördlich von der Linie des Mains“ begründen wird. Österreich erklärte sich ferner damit einverstanden, dass die südlich von dieser Linie gelegenen deutschen Staaten einen Staatenbund („Süddeutscher Bund“) bilden, der eine „nationale Verbindung“ mit dem Norddeutschen Bund eingehen wird und der eine internationale unabhängige Existenz haben wird. Allerdings hatte Preußen die Mainlinie bereits vor der Unterzeichnung des Prager Friedens durch den Abschluss der Bündnisse mit den süddeutschen Staaten überschritten.
An Italien hatte Österreich das Königreich Lombardo-Venetien abzutreten. Ferner verzichtete Österreich zugunsten Preußens auf seine Rechte an Schleswig und Holstein. Auf Intervention Napoleons III. stellte Artikel 5 des Vertrages der Bevölkerung Nordschleswigs eine Volksabstimmung über einen möglichen Anschluss an Dänemark in Aussicht. Das Deutsche Reich und Österreich annullierten jedoch diese so genannte „Nordschleswig-Klausel“ 1878 einvernehmlich.

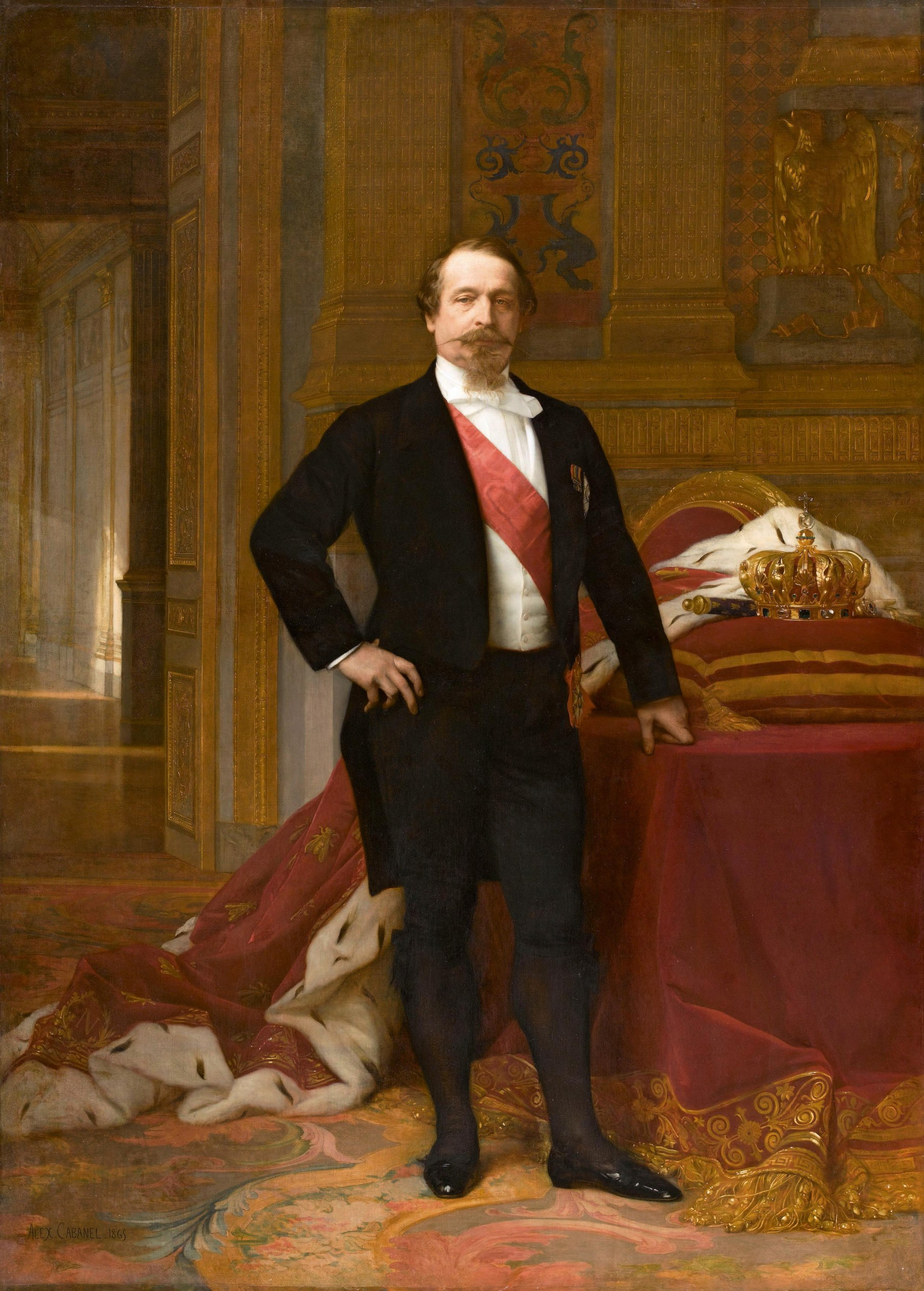
Napoleon III., um 1865. Der französische Kaiser hatte verlangt, dass Preußens neuer deutscher Bund auf Norddeutschland begrenzt bleibt.

Preußen sagte zu, den Territorialbestand des Königreichs Sachsen in seinem bisherigen Umfang bestehen zu lassen. Die Habsburgermonarchie musste im Prager Frieden kein Land abtreten, und die Höhe der Reparationen fiel mit 20 Millionen Talern gering aus. Bismarck wollte sich mittelfristig mit Österreich aussöhnen. Außerdem war ein schneller Friedensschluss wichtig, um eine französische Einmischung oder einen europäischen Friedenskongress abzuwehren.

## Folgen
Schon in Vorgesprächen mit Frankreich hatte Preußens Ministerpräsident Otto von Bismarck zugestimmt, dass der Norddeutsche Bund die Mainlinie nicht überschreiten werde. Der vorgeschlagene Südbund oder Süddeutsche Bund fand bei den meisten Regierungen im Süden allerdings wenig Gegenliebe. Auch die Bevölkerungen erwärmten sich dafür nicht. Man fürchtete eine Vormachtstellung Bayerns in diesem Südbund. Die unabhängigkeitsbezogene Vertragsklausel blieb angesichts des weiteren Ausbaus der von Bismarck betriebenen angliedernden Integration (z. B. die Schaffung des Zollparlaments) Makulatur. Das Werben Österreichs um seine Verbündeten von 1866 verlief erfolglos.
Artikel 4 erhielt noch einmal im Jahr 1870 Bedeutung. Österreich als Vertragspartner hätte Einspruch dagegen einwenden können, dass die Südstaaten dem Norddeutschen Bund beitraten. Reichskanzler Beust machte auch Versuche in dieser Richtung, konnte aber nicht Russlands Unterstützung dafür erlangen. Außenpolitisch isoliert entschied Österreich sich für eine positive Haltung. Mit einer Note vom 25. Dezember 1870 stimmte Österreich der Reichsgründung zu.

## Belege
1. ↑  (Bildunterschrift:) Ein schwindender historischer Bau in Prag. (…). In: Wiener Bilder, Nr. 7/1928, (XXXIII. Jahrgang), 12. Februar 1928, S. 5, unten rechts. (online bei ANNO).
2. ↑  Zum Inhalt vergleiche den Artikel Friede von Prag In: Konferenzen und Verträge. Vertrags-Ploetz. Handbuch der geschichtlich bedeutsamen Zusammenkünfte und Vereinbarungen. Teil II. 1493–1952. Bearbeitet von Helmuth Rönnefahrt. Bielefeld: A. G. Ploetz Verlag, 1953, S. 179 f.
3. ↑  Vergleiche zu Inhalt und historischer Relevanz des Friedens den Lexikonartikel von Günter Cordes: Prag. Friede von. In: Gerhard Taddey (Hrsg.): Lexikon der deutschen Geschichte. Personen. Ereignisse. Institutionen. Kröner, Stuttgart 1977, S. 956.
4. ↑  Manfred Jessen-Klingenberg: Artikel V. In: Schleswig-Holstein von A bis Z, Gesellschaft für Schleswig-Holsteinische Geschichte.
5. ↑  Art. I des Staatsvertrags vom 11. Oktober 1878 nach ALEX-online
6. ↑  Ernst Rudolf Huber: Deutsche Verfassungsgeschichte seit 1789. Band III: Bismarck und das Reich. W. Kohlhammer, Stuttgart [u. a.] 1963, S. 570.
7. ↑  Michael Kotulla: Deutsche Verfassungsgeschichte. Vom Alten Reich bis Weimar (1495–1934). Springer, Berlin 2008, S. 527.